# کارن بالایان
کارن بالایان ( انگلیسی: Karen Balayan؛ زادهٔ ۸ ژوئیهٔ ۱۹۷۵) جودوکاراهل ارمنستان-اوکراین است که در بازی‌های المپیک تابستانی ۱۹۹۶ در دسته نیم میان‌وزن مردان به رقابت پرداخت..